# دينيسي دوهامل
دينيسي دوهامل (بالإنجليزية: Denise Duhamel)‏ هي كاتِبة وشاعرة أمريكية، ولدت في 1961 في ونسوكت في الولايات المتحدة.